# Samuel Cygler
Samuel Cygler (Szmul Cygler, do 1923 Ziegler) (ur. 3 listopada 1898 w Będzinie, zm. 1945 w Mauthausen) – popularny w okresie międzywojennym artysta malarz pochodzenia żydowskiego związany z Będzinem. Udzielał się w wielu stowarzyszeniach malarzy i rzeźbiarzy – żydowskich i polskich. W latach 1919–1921 członek grupy „Jung Idysz”.

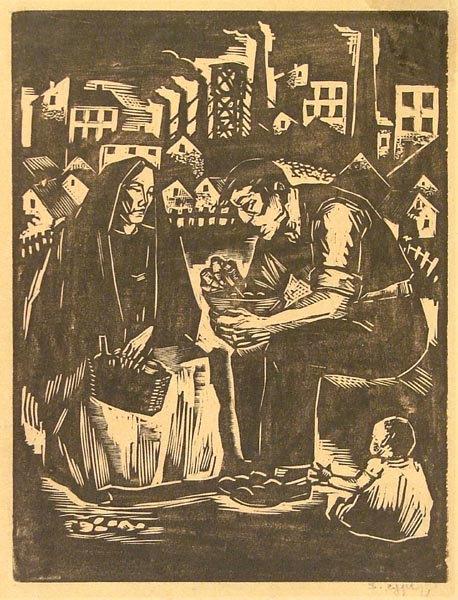
Posiłek, 1930

## Życiorys
Był najstarszym dzieckiem Herszla i Udli, szanowanej i zamożnej rodziny żydowskiej z Będzina. Po ukończeniu 4 klas szkoły średniej w 1916 r. zapisał się na malarstwo w Akademii Sztuk Pięknych w Krakowie w pracowni cenionego malarza, Teodora Axentowicza. Równocześnie kontynuował naukę w szkole średniej. W 1920 r. wyjechał do Hamburga, gdzie w Kunstgewerbeschule (Wyższa Szkoła Rzemiosł Artystycznych) dokształcał się w zakresie grafiki i drukarstwa. Zdobyte tam umiejętności zaowocowały wyróżnieniem jego prac graficznych w czasie studiów na ASP, na które wrócił w 1921 r. W 1923 r. z niewiadomych powodów zmienił pisownię nazwiska na Cygler i przeniósł się do Szkoły Głównej Malarstwa do pracowni prof. Wojciecha Weissa, u którego studiował malarstwo figuralne, grafikę, anatomię i perspektywę. Pierwsze prace poza uczelnią zaprezentował w 1924 r. na wystawie Żydowskiego Towarzystwa Krzewienia Sztuk Pięknych. Wystawił tam 7 akwafort i obraz olejny Fragment kościoła. Pierwsze grafiki z cyklu Dybuk podarował Bibliotece Jagiellońskiej, Muzeum Narodowemu w Krakowie i Warszawie. W czerwcu 1924 r. za nagrodę pieniężną wyjechał na dalsze studia do Paryża.
Jako młody malarz został zauważony i zaproszony przez cieszącego się uznaniem w Anglii i Polsce malarza, Mojżesza (Maurycego) Appelbauma (1887–1931), do współpracy przy dekoracji będzińskiej Wielkiej Synagogi (1925–1926) (spalonej przez Niemców 8/9 września 1939). Współpracował z nimi także Chaim Hanft (1899–1951). Projekty malowideł nie zachowały się, ale na podstawie opisów i jedynego zdjęcia wiadomo, że Cygler oparł się na tradycyjnej ornamentyce, tworząc dekoracje z fantastycznymi figurami zwierząt: lwów, jeleni i orłów.
Dużo podróżował między Paryżem, Warszawą, Krakowem a Będzinem, biorąc czynny udział w życiu artystycznym. W 1931 r. ponownie przyjechał do Paryża, gdzie wiosną następnego roku poznał będzińską dentystkę, Rachelę Ehrlich (ur. 2 VIII 1897). Po ślubie wyjechali na miesiąc do Wenecji, a po powrocie na stałe zamieszkali w Będzinie przy ul. Kołłątaja 37, gdzie Rachela miała swój gabinet. Samuel podjął pracę nauczyciela rysunku w będzińskim gimnazjum im. Szymonostwa Fürstenbergów. Nadal jednak brał udział w stowarzyszeniach i wystawach artystycznych oraz dużo podróżował. W 1932 r. uczestniczył w międzynarodowej wystawie karykatury w wiedeńskim Künstlerhaus. Bywał także na plenerach malarskich w Kazimierzu Dolnym; następnie wystawiał 60 prac w warszawskim Salonie Sztuki. W Sosnowcu związał się z grupą artystyczną „Blok”. Od 1934 r. wystawiał głównie w Krakowie. Po narodzinach córki Tamar (14 III 1935) wyjechał w 1936 r. do Palestyny, gdzie cierpiąc niedostatek urządzał wystawy (Jerozolima, Tel Awiw, Hajfa) i oddawał się malarstwu. Gdy w pożarze mieszkania jego obrazy spłonęły, wrócił do Polski. W lutym 1939 r. brał po raz ostatni udział w wystawie (Związek Żydowskich Artystów Plastyków).
W czasie II wojny światowej, mimo gotowych w 1943 r. paszportów Hondurasu dla rodziny, nie udało się im opuścić kraju. Dostali się do getta będzińskiego, z którego udało się wyciągnąć jedynie 8-letnią Tamarę (została umieszczona w polskiej rodzinie Genowefy i Bronisława Pająków, dzięki której jako Bogusia przeżyła wojnę). W sierpniu 1943 r. wraz z rodziną Samuel wywieziony został do obozu koncentracyjnego w Auschwitz-Birkenau, a następnie do Mauthausen-Gusen. Rysując i malując różne obrazki dla hitlerowców mógł liczyć na łagodniejsze traktowanie. Gdy w przededniu wyzwolenia obozu otrzymał wiadomość o śmierci rodziny w Auschwitz, popełnił samobójstwo rozgryzając ampułkę z trucizną, którą znacznie wcześniej umieściła mu w zębie żona.

## Cechy malarstwa
Był otwarty na nowe prądy w sztuce, ale zawsze w jego twórczości powtarzał się element obyczajowości żydowskiej, urok tradycji, pejzaż miasteczek, uliczek i podwórek zamieszkanych przez jego współwyznawców. Malował obrazy olejne i akwarele. Na podstawie niewielkiej ilości zachowanych prac można stwierdzić, że nawiązywał do postimpresjonizmu i kubizmu. Kolory nakładał pewnie, co widoczne jest zwłaszcza w akwarelach. Jego styl wywodził się z kręgu Jung Idysz – nurtu, który powstał na przełomie XIX i XX w. w Paryżu, a w Polsce rozpowszechnił się po 1929 r. W latach 1924–1932 brał udział w kilkudziesięciu wystawach polskich i żydowskich. W 1932 r. w Salonie Sztuk w Warszawie zorganizował swoją wystawę indywidualną, gdzie zaprezentował co najmniej 60 prac. Do dziś przetrwało około 70 prac Cyglera (grafika, obrazy olejne, akwarele), z których większość znajduje się obecnie w zbiorach Muzeum Zagłębia w Będzinie (sala Samuela Cyglera w pałacu Mieroszewskich) (11 grafik, 6 obrazów olejnych, 13 akwarel). Znajdują się także w muzeach Tel Awiwu, Biblioteki Jagiellońskiej, w Muzeum Narodowym w Warszawie i Krakowie, w Akademii Sztuk Pięknych w Krakowie oraz u kolekcjonerów prywatnych.
Jego będzińska pracownia mieściła się przy ulicy Kołłątaja 37 (budynek został zburzony podczas II wojny światowej).

## Życie prywatne
Całe życie związany był z Będzinem, dokąd po licznych podróżach ciągle powracał. Ożenił się w Paryżu, ale z będzinianką Rachelą, także w Będzinie 14 marca 1935 r. urodziło się mu jedyne dziecko – córka Tamar (Marusia) (po mężu Dror), która po wojnie wyjechała do Izraela. Tamar Dror jest autorką pamiętnika z okupowanego Będzina pt. A green Parrot (106 str.), wydanego w 1999 r. w Sydney (Australia) przez jej kuzynkę, Kitię Altman.